# Lottie Cunningham Wren
Lottie Cunningham Wren (Nicaragua, 29 de septiembre de 1959) es una abogada y ambientalista nicaragüense de origen indígena miskito. Se dedica a la defensa del territorio y la protección de ecosistemas locales. Debido a su trayectoria como defensora de derechos humanos, recibió un reconocimiento por parte de la fundación sueca Right Livelihood Award en 2020.

## Trayectoria
Cunningham fue parte de la red de organizaciones que acompañó a la comunidad indígena de Awas Icni, que llevó una denuncia contra el Estado de Nicaragua por no asegurar el derecho ancestral de la comunidad a la propiedad de su territorio y por haber otorgado una concesión sin su consentimiento.
Estudió Derecho en la Universidad Centroamericana (UCA) en Managua y tiene un Doctorado en Jurisprudencia.

## Aportaciones
Cunningham ha combinado elementos de derecho nacional e internacional para la defensa del derecho a la propiedad territorial de los pueblos indígenas y afrodescendientes, además de contar con experiencia en programas de atención a mujeres víctimas de violencia.